# Mallotus cumingii
Mallotus cumingii är en törelväxtart som beskrevs av Johannes Müller Argoviensis. Mallotus cumingii ingår i släktet Mallotus och familjen törelväxter. Inga underarter finns listade i Catalogue of Life.